# Бронзов, Иван Лаврентьевич
Иван Лаврентьевич Бро́нзов (настоящая фамилия — Егоров; 1896—1963 гг.) — советский украинский оперный певец (баритон). Народный артист Украинской ССР (1946). Лауреат Сталинской премии третьей степени (1952).

## Биография
Родился 24 февраля (7 марта) 1896 года в Екатеринославе (ныне — Днепр). В 1925 году окончил Центральный техникум театрального искусства в Москве, где занимался у М. А. Дубровской. В 1924—1925 годах выступал на сцене «Свободной оперы» (бывший Оперный театр Зимина). Солист Киевского (1925—1934), Одесского (1934—1935), Днепропетровского (1935—1944), Харьковского оперных театров (1944—1959). Выступал как концертный певец. Член ВКП(б) с 1949 года. Умер 20 февраля 1963 года в Харькове.

## Оперные партии
- «Князь Игорь» А. П. Бородина — князь Игорь
- «Борис Годунов» М. П. Мусоргского — Борис Годунов
- «Чародейка» П. И. Чайковского — Князь
- «Демон» А. Г. Рубинштейна — Демон
- «Царская невеста» Н. А. Римского-Корсакова — Василий Грязной
- «Риголетто» Дж. Верди — Риголетто
- «Тоска» Дж. Пуччини — Скарпиа
- «Поднятая целина» И. И. Дзержинского — Нагульнов
- «В бурю» Т. Н. Хренникова — Листрат
- «Богдан Хмельницкий» К. Ф. Данькевича — Богдан Хмельницкий

## Награды и премии
- народный артист УССР (1946)
- Сталинская премия третьей степени (1952) — за исполнение заглавной партии в оперном спектакле «Борис Годунов» М. П. Мусоргского
- орден Трудового Красного Знамени (23.1.1948)